# Jim Paek
Jim Paek (geboren als Baek Ji-seon, koreanisch 백지선; * 7. April 1967 in Seoul, Südkorea) ist ein ehemaliger kanadisch-koreanischer Eishockeyverteidiger und zurzeit Assistenztrainer bei den Grand Rapids Griffins aus der American Hockey League. Zudem fungierte er bei der Weltmeisterschaft 2015 als Cheftrainer der südkoreanischen Auswahl. Er war der erste koreanische NHL-Spieler und Stanley-Cup-Gewinner. Seit März 2011 besitzt er zudem einen US-amerikanischen Pass.

## Karriere als Spieler
Jim Peak ist in Südkorea geboren. Er war noch ein Kind, als seine Eltern mit ihm nach Kanada emigrierten. Dort lernte er das Eishockeyspielen und spielte in mehreren Nachwuchsligen, ehe er 1984 in der hochklassigen kanadischen Juniorenliga OHL bei den Oshawa Generals debütierte. Nach seiner Rookie-Saison wählten ihn die Pittsburgh Penguins in der neunten Runde des NHL Entry Draft 1985 an Position 170 aus, Paek blieb aber vorerst bei den Generals. Seine Laufbahn bei den Junioren ging über insgesamt drei Spielzeiten und der größte Erfolg war 1987 der Gewinn des J. Ross Robertson Cup als Meister der OHL und die Finalniederlage um den Memorial Cup.
Im Herbst 1987 wechselte Paek schließlich zu den Profis und spielte drei Jahre bei den Muskegon Lumberjacks aus der zweitklassigen IHL. War er bei den Junioren eher defensiv ausgerichtet, so fiel er in Muskegon auch wegen seines offensiven Spiels auf und erreichte in jeder Saison die Marke von 50 Punkten. Zudem gewann er mit den Lumberjacks 1989 den Turner Cup als Gewinner der IHL-Playoffs und sie zogen im Jahr darauf erneut ins Finale ein.
Die Saison 1990/91 verbrachte er hauptsächlich bei der kanadischen Nationalmannschaft, ging aber zum Ende der Spielzeit als erster Koreaner in der NHL-Geschichte in der höchsten nordamerikanischen Eishockeyliga aufs Eis, als er für die Pittsburgh Penguins drei Spiele in der regulären Saison bestritt und auch in den Playoffs auf dem Weg zum Stanley-Cup-Sieg acht Mal zum Einsatz kam. Als erster Koreaner wurde sein Name somit auf der Trophäe eingraviert.
1991/92 bestritt er die gesamte Saison in Pittsburgh, wurde aber nur in 49 Spielen eingesetzt und erzielte in der Zeit auch sein erstes Tor in der NHL. In den Playoffs verpasste er dann aber nur zwei Partien, als die Penguins ihren zweiten Stanley Cup gewannen. In der darauffolgenden Saison setzte er sich schließlich in der Stammformation der Mannschaft durch und hatte sein bestes Jahr in der NHL mit drei Toren und 15 Assists, wurde jedoch in der nächsten Spielzeit nach schwächeren Leistungen zu den Los Angeles Kings transferiert. Nachdem er 18 Spiele in Los Angeles bestritten hatte, wurde er erneut Teil eines Transfers, der ihn im Sommer 1994 zu den Ottawa Senators schickte. Die Saison 1994/95 mit 29 Spielen und zwei Assists sollte schließlich seine letzte in der höchsten Spielklasse gewesen sein.
Er kehrte im Herbst 1995 in die IHL zurück und spielte anfangs für die Houston Aeros und die Minnesota Moose, die nur wenig später umsiedelten und Manitoba Moose hießen. Nur kurz nach dem Umzug wechselte er im Herbst 1997 innerhalb der Liga zu den Cleveland Lumberjacks. Dort blieb er fast drei komplette Saisons, er konnte aber nicht mehr an die Leistungen vom Beginn seiner Profikarriere anknüpfen. Im Frühjahr 1999 ging er zu den Houston Aeros zurück und feierte mit ihnen seinen zweiten Turner-Cup-Gewinn. Die Saison 1999/2000 absolvierte er dann wieder in Cleveland, verließ aber im Sommer 2000 Nordamerika.
In der Saison 2000/01 spielte Paek in der britischen Ice Hockey Superleague für die Nottingham Panthers, kam aber nach nur einer Spielzeit wieder nach Nordamerika zurück, wo er bei den Anchorage Aces aus der unterklassigen WCHL für ein Jahr als Spieler und Defensiv-Trainer aktiv war. Nach einer weiteren Saison bei den Nottingham Panthers beendete er schließlich 2003 seine Karriere.

## Karriere als Trainer
Nachdem er bereits bei den Anchorage Aces in der Saison 2001/02 erste Erfahrung als Defensiv-Trainer sammeln konnte, übernahm er nach dem Ende seiner Spielerkarriere im Sommer 2003 das Traineramt der Orlando Seals aus der World Hockey Association 2. Nachdem die Liga nach nur einer Spielzeit aufgelöst worden war, kehrte er nach Cleveland im US-Bundesstaat Ohio zurück, wo er mehrere Jahre als Spieler aktiv war. Dort wurde er Assistenztrainer des St. Edwards High School-Teams und trainierte gleichzeitig die Amateurmannschaft Cleveland Panthers. Beide Mannschaften gewannen in diesem Jahre ihre Meisterschaften.
Im Sommer 2005 wurde Paek als Assistenztrainer von Greg Ireland bei den Grand Rapids Griffins, dem Farmteam der Detroit Red Wings, aus der AHL engagiert. Gleich im ersten Jahr waren die Griffins das beste Team der regulären Saison und zogen bis ins Conference-Finale der Playoffs ein. Die zweite Saison war hingegen wenig erfolgreich und Cheftrainer Ireland musste das Team verlassen, während Paek unter dem neuen Trainer Mike Stothers weiterarbeiten durfte. Die Saison 2007/08 verlief aber noch erfolgloser und Stothers wurde nach nur einem Jahr entlassen.
Nach der Saison machte Jim Paek einen kurzen Abstecher in die NHL, als er die jungen Talente der Griffins betreute, die sich für die Playoffs den Detroit Red Wings angeschlossen hatten und schließlich den Stanley Cup gewannen. Zwar wurde Paeks Name nach seinen zwei Siegen als Spieler nicht ein drittes Mal auf die Trophäe eingraviert, doch durfte er wie jedes Mitglied der Meistermannschaft einen Tag mit dem Stanley Cup verbringen.
Zur Saison 2008/09 kehrte er nach Grand Rapids zurück, wo er zunächst bis im Sommer 2012 unter Cheftrainer Curt Fraser arbeitete und seither dessen Nachfolger Jeff Blashill assistiert. In der Spielzeit 2014/15 betreute er südkoreanische Nationalmannschaften: Zunächst war er im Dezember 2014 Cheftrainer der U20-Auswahl bei der Weltmeisterschaft der A-Gruppe der Division II und anschließend führte er im April 2014 die Herren-Mannschaft zum sofortigen Wiederaufstieg aus der B-Gruppe der Division I in die A-Gruppe.

## Erfolge und Auszeichnungen

### Als Spieler
- 1987 J.-Ross-Robertson-Cup-Gewinn mit den Oshawa Generals
- 1989 Turner-Cup-Gewinn mit den Muskegon Lumberjacks
- 1991 Stanley-Cup-Gewinn mit den Pittsburgh Penguins
- 1992 Stanley-Cup-Gewinn mit den Pittsburgh Penguins
- 1999 Turner-Cup-Gewinn mit den Houston Aeros

### Als Trainer
- 2005 Meister der Eastern Elite Amateur Hockey League
- 2005 Gewinner der Ohio High School-Meisterschaft (als Assistenztrainer)
- 2015 Aufstieg in die Division I, Gruppe A, bei der Weltmeisterschaft der Division I, Gruppe B
- 2017 Aufstieg in die Top-Division bei der Weltmeisterschaft der Division I, Gruppe A

## Karrierestatistik
(Legende zur Spielerstatistik: Sp oder GP = absolvierte Spiele; T oder G = erzielte Tore; V oder A = erzielte Assists; Pkt oder Pts = erzielte Scorerpunkte; SM oder PIM = erhaltene Strafminuten; +/− = Plus/Minus-Bilanz; PP = erzielte Überzahltore; SH = erzielte Unterzahltore; GW = erzielte Siegtore; 1 Play-downs/Relegation; Kursiv: Statistik nicht vollständig)